# Animal Tracks (album SAD)
The Animals on Tour treći je album za američko tržište od britanskog rock sastava The Animals, a izlazi u rujnu 1965.g. Album ima vrlo male sličnosti s britanskim izdanjem koji je također izašao pod istim imenom četiri mjeseca ranije.

## Popis pjesama
1. "We Gotta Get Out of This Place" (Barry Mann, Cynthia Weil)
2. "Take It Easy"
3. "Bring It On Home To Me" (Sam Cooke)
4. "Roberta" (Al Smith, John Vincent)
5. "Story of Bo Diddley" (Bo Diddley)
6. "I Can't Believe It"
7. "For Miss Caulker" (Eric Burdon)
8. "Club A Go-Go" (Eric Burdon, Alan Price)
9. "Don't Let Me Be Misunderstood" (Bennie Benjamin, Sol Marcus, Gloria Caldwell)
10. "Bury My Body"

## Izvođači
- Eric Burdon – vokal
- Alan Price – klavijature (ranije skladbe)
- Dave Rowberry – klavijature (kasnije skladbe)
- Hilton Valentine – gitara
- Chas Chandler – bas-gitara
- John Steel – bubnjevi